# Encarsia perniciosi
Encarsia perniciosi är en stekelart som först beskrevs av Tower 1913.  Encarsia perniciosi ingår i släktet Encarsia och familjen växtlussteklar. Inga underarter finns listade i Catalogue of Life.